# Lijst van beelden in Enschede
Dit is een (onvolledige) chronologische lijst van beelden in Enschede. Onder een beeld wordt hier verstaan elk driedimensionaal kunstwerk in de openbare ruimte van de Nederlandse gemeente Enschede, waarbij beeld wordt gebruikt als verzamelbegrip voor sculpturen, standbeelden, installaties, gedenktekens en overige beeldhouwwerken.
Het vermoedelijk oudste beeld in Enschede is de gedenkzuil uit 1874 van Hendrik Jan van Heek, textielfabrikant en stichter van het Volkspark. In dit park wordt jaarlijks het evenement Kunst in het Volkspark gehouden, waarbij ongeveer 130 kunstenaars hun werken exposeren. In 1915 schonk Van Heeks jongere broer Gerrit Jan van Heek het G.J. van Heekpark aan de bevolking van Enschede en ook hij werd geëerd met een gedenkteken.
In 1964 kocht de gemeente zeven beelden van de Vlaamse kunstenaar Oscar Jespers voor f. 78.000. De beelden staan allemaal in de binnenstad. De Enschedeër Gooitzen de Jong was stadsbeeldhouwer, in de jaren zestig en zeventig werden zeven werken van zijn hand in de stad geplaatst. Zowel Jespers als De Jong maakte een beeld van Suzanna.
Voor een volledig overzicht van de beschikbare afbeeldingen zie: Beelden in Enschede op Wikimedia Commons.
| Geplaatst | Omschrijving                   | Kunstenaar                                     | Locatie                                                                             | Materiaal                           | Afbeelding                                                                                       |
| --------- | ------------------------------ | ---------------------------------------------- | ----------------------------------------------------------------------------------- | ----------------------------------- | ------------------------------------------------------------------------------------------------ |
| 1865      | Calvariegroep                  |                                                | Begraafplaats Jacobus de Meerderekerk in Lonneker                                   | steen                               |                                                                                                  |
| 1874      | Gedenkzuil H.J. van Heek       |                                                | Volkspark                                                                           | graniet                             |                                                                                                  |
| 1895      | Grafmonument Blijdenstein      |                                                | Op de Lonnekerberg                                                                  | steen                               |                                                                                                  |
| 1912      | Brandmonument                  | Nick Ludwig                                    | Oude Markt                                                                          | zandsteen, brons                    |                                                                                                  |
| 1922      | Gedenknaald G.J. van Heek      | Leen van Tetterode                             | G.J. van Heekpark                                                                   | graniet                             |                                                                                                  |
| 1923      | Zuil Vlaamse vluchtelingen     | Albert Termote                                 | Van Lochemlaan (Van Heekpark)                                                       | brons                               |                                                                                                  |
| 1934      | Ariënsmonument                 | August Falise                                  | De Ruyterplein                                                                      | brons                               |                                                                                                  |
| 1953      | Oorlogsmonument                | Mari Andriessen                                | Volkspark                                                                           | brons                               |                                                                                                  |
| 1955      | Meisje                         | Wladimir de Vries                              | Min. Dr. Kuyperplein                                                                | natuursteen                         |                                                                                                  |
| 1959      | Herrijzing                     | Marie Eitink                                   | Zuiderval                                                                           | natuursteen                         |                                                                                                  |
| 1959      | Worstelaar                     | Oscar Jespers                                  | Kunstvitrine Van Loenshof (voorheen: Haverstraatpassage)                            | natuursteen                         |                                                                                                  |
| 1960      | Mozaïek rond de hoofdingang    | Elly Meije                                     | Bonhoeffer college, Van der Waalslaan                                               | keramiek                            |                                                                                                  |
| 1960      | Indië-Monument                 | Hans Petri                                     | Blijdensteinpark                                                                    | brons                               |                                                                                                  |
| 1963      | DIN 20                         | André Volten                                   | Volkspark                                                                           | metalen I-profiel balken            |                                                                                                  |
| 1964      | Pureté                         | Oscar Jespers                                  | Kunstvitrine Van Loenshof (voorheen: Haverstraatpassage)                            | brons                               |                                                                                                  |
| 1964      | Suzanna                        | Oscar Jespers                                  | Klokkenplas (voorheen achtereenvolgens: Haverstraatpassage, Minkgaarde)             | brons                               |                                                                                                  |
| 1964      | Zittend naakt                  | Oscar Jespers                                  | Kunstvitrine Van Loenshof (voorheen: Haverstraatpassage)                            | brons                               |                                                                                                  |
| 1964      | Involuzione del cerchio        | Carmelo Cappello                               | Blijdesteinpark                                                                     | roestvrij staal                     |                                                                                                  |
| 1966      | Niels Holgersson               | Gooitzen de Jong                               | Runenberghoek                                                                       | brons                               |                                                                                                  |
| 1966      | Suzanna (aangekocht in 1966    | Gooitzen de Jong                               | Minkgaarde (voorheen: Zwembad Diekman)                                              | brons                               |                                                                                                  |
| 1967      | Kind met vogels                | Gooitzen de Jong                               | Orionplantsoen                                                                      | brons                               |                                                                                                  |
| 1968      | Trommelslager                  | Gooitzen de Jong                               | Minkgaarde (voorheen achtereenvolgens: Raadhuisstraat, Van Loenshof)                | brons                               |                                                                                                  |
| 1971      | Leda en de zwaan               | Gooitzen de Jong                               | J.J. van Deinselaan (ingang Aquadrome) (Voorheen: De Klanderij)                     | brons                               |                                                                                                  |
| ca 1972   | Sardineblikje                  | Ger van Elk                                    | Drienerlolaan                                                                       |                                     |                                                                                                  |
| 1972      | Wapen en zegel Lonneker        |                                                | Dorpsstraat Lonneker                                                                | steen en brons                      |                                                                                                  |
| 1973      | Pegasus                        | Gooitzen de Jong                               | Beneluxlaan                                                                         | brons                               |                                                                                                  |
| 1974      | Het Ding                       | Jaap Hos en Jasper Latté                       | Drienerlolaan                                                                       | hout, staaldraad                    |                                                                                                  |
| 1975      | Plastiek                       | Leo de Vries                                   | Elderinkhuis, De Klomp 35                                                           | belgisch hardsteen                  |                                                                                                  |
| 1977      | Staande vrouw (herplaatst)     | Gène Eggen                                     | Minkgaarde (voorheen: Van Loenshof)                                                 | natuursteen                         |                                                                                                  |
| 1978      | Ganzen                         | Louk van Meurs-Mauser                          | Korte Hengelosestraat / Brammelerstraat                                             | brons                               |                                                                                                  |
| 1978      | Violist                        | Cees Willemsen                                 | Van Essengaarde                                                                     | brons                               |                                                                                                  |
| 1978      | Boodschapper                   | Hilde van Andel                                | Haverstraatpassage                                                                  |                                     |                                                                                                  |
| 1979      | De Krantenlezer                | Don Dekker                                     | Langestraat                                                                         | brons                               |                                                                                                  |
| 1979      | Lezend meisje                  | Don Dekker                                     | Voormalig kantoor van De Twentsche Courant Tubantia                                 |                                     |                                                                                                  |
| 1979      | Torentje van Drienerlo         | Wim T. Schippers                               | Campus Universiteit Twente                                                          | baksteen                            |                                                                                                  |
| 1981      | Drie zuilen                    | Marie Eitink                                   | Bonhoeffer college, tuin Tegelerweg                                                 | maasgrind, zilverzand en wit cement |                                                                                                  |
| 1984      | Hardlopende man                | Cees Willemsen                                 | Schipholtstraat                                                                     | brons (beeld) en cortenstaal (voet) |                                                                                                  |
| 1985      | De familie (Het ei van Ko)     | Joop Hekman                                    | Langestraat                                                                         | brons                               |                                                                                                  |
| 1986      | Excalibur pretending           | Alwie Oude Aarninkhof                          | Boulevard 1945                                                                      | metaal                              |                                                                                                  |
| 1991      | Mauthausen monument            | Appie Drielsma                                 | Prinsestraat 14, synagoge Enschede                                                  | brons                               |                                                                                                  |
| 1991      | Kanteling                      | Cyril Lixenberg                                | Volkspark                                                                           |                                     |                                                                                                  |
| 1994      | Two, hartvormige band          | Cor Rijken                                     | Volkspark                                                                           |                                     |                                                                                                  |
| 1995      | Bevrijdingsmonument            | Bert Nijenhuis                                 | Beckumerstraat in Boekelo                                                           | brons en baksteen                   |                                                                                                  |
| 1996      | Pleurant (Mystery Monk)        | Hans van den Ban                               | Brandweerstraat                                                                     | steen                               | Standbeeld aan de Brandweerstraat in Enschede. Genomen bij avondlicht, waardoor hij blauw lijkt. |
| 1997      | Gouden bol                     | Nicolas Dings                                  | Hengelosestraat                                                                     | Roestvast staal                     |                                                                                                  |
| 1997      | Waterplastiek                  | Jan van Eijl                                   | Nijverheidsstraat                                                                   |                                     |                                                                                                  |
| 1998      | De kerkgang                    | Cees Willemsen en Nelleke Willemsen-Op de Coul | Dorpsstraat in Lonneker                                                             | brons                               |                                                                                                  |
| 2000      | Wichelroede                    | Sigurður Guðmundsson                           | Atalantalaan (Glanerbrug)                                                           | brons                               |                                                                                                  |
| 2002      | De mallemolen van deze tijd    | Olaf Mooij                                     | Auke Vleerstraat / Jupiterstraat                                                    |                                     |                                                                                                  |
| 2003      | Voetganger                     | Saske van der Eerden                           | G.J. van Heekpark                                                                   |                                     |                                                                                                  |
| 2003      | Hartstocht                     | Saske van der Eerden                           | G.J. van Heekpark                                                                   |                                     |                                                                                                  |
| 2004      | Bomen II                       | Rinus Roelofs                                  | Stationsplein                                                                       | staal                               |                                                                                                  |
| 2005      | De Zandloper                   | Colin Wilkinson                                | Belgiëlaan                                                                          | cortenstaal                         |                                                                                                  |
| 2006      | Madonna                        | Maria Roosen                                   | Van Loenshof                                                                        | steen                               |                                                                                                  |
| 2006      | Beeld voor het ongedoopte kind | Antoinette Ruiter                              | Begraafplaats r.k. kerk in Lonneker                                                 | brons                               |                                                                                                  |
| 2009/2010 | Stadshaard, wandtegels         | Hugo Kaagman                                   | Beekstraat / Deurningerstraat                                                       | keramiek                            |                                                                                                  |
| 2012      | Ineens was het stil            |                                                | Colosseum, De Grolsch Veste onder de tribune op de plaats waar het ongeluk gebeurde | beton                               |                                                                                                  |
| 2014      | Vortex                         | Jeroen Doorenweerd                             | Willem Wilminkplein                                                                 | steen                               |                                                                                                  |
| 2015      | Whispers                       | Arne Quinze                                    | Koningsplein                                                                        | staal                               |                                                                                                  |
|           | Kijk zelf maar                 | Bert Nijenhuis                                 | Beckumerstraat in Boekelo                                                           | brons                               |                                                                                                  |
|           | Jakobus de Meerdere            | J. Gieskes                                     | Jacobus de Meerderekerk in Lonneker                                                 | hout                                |                                                                                                  |
|           | Beeldengroep                   | Jawik Krudde                                   | Langestraat                                                                         |                                     |                                                                                                  |
|           | Metropolis                     | Jelle de Graaf                                 | Stationsplein                                                                       |                                     |                                                                                                  |
|           | Pan                            | Spacecowboys                                   | Van Essengaarde                                                                     |                                     |                                                                                                  |
|           | Reis naar de horizon           | Koos Kroon                                     | Maarten Trompstraat                                                                 |                                     |                                                                                                  |
|           | onbekend                       | onbekend                                       | MC Haaksbergerstraat                                                                |                                     |                                                                                                  |
|           | onbekend                       | onbekend                                       | MC Haaksbergerstraat                                                                |                                     |                                                                                                  |
|           | onbekend                       | onbekend                                       | Stationsplein                                                                       |                                     |                                                                                                  |
|           | De kringel                     | onbekend                                       | Van Heekplein                                                                       |                                     |                                                                                                  |